# Samsung Galaxy Feel
El Samsung Galaxy Feel es un teléfono inteligente Android desarrollado por Samsung Electronics exclusivamente para el mercado japonés. El teléfono se lanzó en junio de 2017 y fue vendido por NTT Docomo. Funciona con Android 7.0 (Nougat), tiene una pantalla de 4,7 pulgadas y una batería de 3000 mAh.

## Especificaciones

### Software
Samsung Galaxy Feel se ejecuta en Android 7.0 (Nougat), pero se puede actualizar posteriormente a Android 8.0 (Oreo).

### Hardware
Samsung Galaxy Feel tiene una pantalla Super AMOLED HD de 4,7 pulgadas, cámaras traseras de 16 MP y frontales de 5 MP. Tiene una batería de 3000 mAh, un 1.6 CPU Octa-Core ARM Cortex-A53 de GHz y ARM Mali-T830 MP1 700 GPU de MHz. Viene con 32 GB de almacenamiento interno, ampliable a 256 GB a través de microSD.
Además de sus especificaciones de software y hardware, Samsung también introdujo un orificio único en la carcasa del teléfono para adaptarse a la inclinación percibida de los japoneses por personalizar sus teléfonos móviles. La batería del Galaxy Feel también se promocionó como un importante punto de venta, ya que el mercado favorece los teléfonos con una batería de mayor duración. El dispositivo también es resistente al agua y admite transmisiones digitales de 1seg mediante una antena que se vende por separado.

## Historia
Samsung Galaxy Feel se anunció en mayo de 2017 y se lanzó en junio del mismo año.